# Microchilus meridanus
Microchilus meridanus är en orkidéart som beskrevs av Paul Ormerod. Microchilus meridanus ingår i släktet Microchilus och familjen orkidéer. Inga underarter finns listade i Catalogue of Life.